# تارسلت (سيدي عبد المومن)
تارسلت هي إحدى مشيخات المملكة المغربية، تتبع جغرافيا لإقليم شيشاوة وإداريًا لسيدي عبد المومن. يقدر عدد سكانها بـ 5908 نسمة حسب الإحصاء الرسمي للسكان والسكنى لسنة 2004.